# Eduardo Chillida

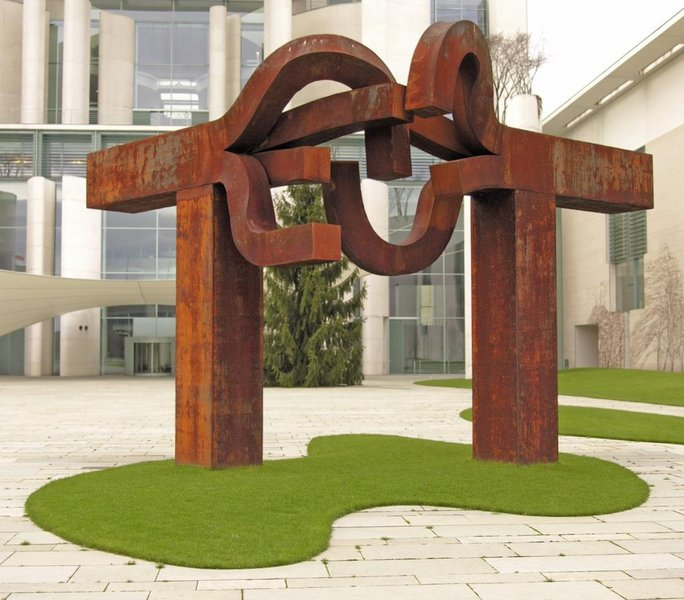
Berlin, 2000

Eduardo Chillida (San Sebastián, 1924. január 10. – San Sebastián, 2002. augusztus 19.) spanyolországi baszk szobrász, akit monumentális absztrakt szobrai tettek híressé. 1985-ben elnyerte a szobrászati Wolf-díjat.
Szobrászkarrierje kezdete előtt a Real Sociedad labdarúgókapusa volt, a futballt később sérülés miatt kellett abbahagynia.

## Életútja
Chillida a Vizcayai-öböl déli partján fekvő San Sebastián városában született. Építészeti tanulmányait félbehagyva 1950-ben Párizsba ment, ahol elkezdődött szobrász karrierje. Felesége, Pilar Belzunce jómódú családból származott. Az első időben anyagilag támogatta férjét, és később a menedzsere lett. Chillida 1958-ban elnyerte a velencei biennálé szobrászati nagydíját. 1971-től Chillida a Harvard Egyetem professzora volt. Időközben feleségével nyolc gyermekük született. Chillida 1985-ben kapta meg a szobrászati Wolf-díjat. A szülővárosához közel, Hernani-ban nyílt meg a műveit kiállító Chillida-Leku Múzeum. Ezt a birtokot Chillida 1984-ben még csak műteremként vásárolta, de az idő előrehaladtával egyre kevésbé foglalkoztatta a műveinek eladása és inkább szoborparkot alakított ki a birtokán. A múzeum 2000-ben nyílt meg. Chillida San Sebastiánban hunyt el 2002-ben.

## Művészete
Első művei torzók és mellszobrok voltak. A későbbiekben alakult ki Chillida absztrakt, geometrikus formákat alkalmazó, masszív és olykor monumentális stílusa. Gyakran több tonna tömegű alkotásokat készített. Számos jelentős művét közterületre telepítette, mivel így bárki megtekintheti őket. Kültéri alkotásait a környező tájjal relációban helyezte el. Legismertebb alkotása A szél fésűje (El peine del viento), amely a viharos La Concha öbölben található, és mára San Sebastián egyik jelképévé vált.
Anyagválasztásában jelentős befolyást jelentett a kovácsolásban szerzett tapasztalata, műveiben a vas, acél és kő a domináns, de fa és beton alkotásokat is készített.
Művei jelenleg a világ több mint 40 pontján tekinthetőek meg, többek között a Toleranz durch Dialog (Münster, Németország), Elogio del Horizonte (Gijon, Spanyolország), De Música, Dallas XV (Dallas, USA). A Chillida-Leku Múzeum több mint 40 kültéri szobrot állít ki.